# Libamc
libamc — реализует производительный класс для удаленного управления множеством АТС на базе Asterisk. Позволяет осуществлять мониторинг в реальном времени функцией Events().

## Ключевые особенности
- Высокая производительность;
- Оптимизированный код;
- Может применяться в многопоточных приложениях, где и достигает максимальной производительности;
- Поддерживает практически все функции AMI Архивная копия от 6 октября 2014 на Wayback Machine, включая:

1. управление логическими каналами, очередями и модулями;
2. телеконференции (meetme, confbridge);
3. функции администрирования ядра Asterisk;
4. правка конфгураций;
5. контроль над DAHDI Архивная копия от 6 октября 2014 на Wayback Machine;
6. редактор плана набора;

- Не использует сторонних библиотек;
- Взаимодействие с серверами АТС производится только стандартным API ОС.

## Пример использования
Получение информации о состоянии сервера:
```
#include
 
<iostream>

#include
 
<amc.h>

//---AMC-declaration---

amc
 
ami
;

//

int
 
main
(
int
 
argc
,
 
char
 
*
argv
[])

{

  
string
 
host
 
=
 
"10.1.1.1"
;

  
unsigned
 

  
short
 
int
 
port
 
=
 
5038
;

  
string

    
usr
  
=
 
"vve"
,

    
ps
   
=
 
"evv"
;

  
if
(

  
!
 
ami
.
connect
(
host
,
 
port
)

    
)

  
{
 
cout
 
<<
 
ami
.
err
 
<<
 
endl
;

    
return
 
-1
;
 

  
}

  
cout

  
<<
 
"Connected to "

  
<<
 
host

  
<<
 
endl
;

  
if
(

  
!
 
ami
.
login
(
host
,
 
port
,

              
usr
,
 
ps
)

    
)

  
{
 
cout
 
<<
 
ami
.
err
 
<<
 
endl
;

    
ami
.
disconnect
(
host
,
 
port
);

    
return
 
-1
;

  
}

  
cout
 
<<
 
"Logged in "
 
<<
 
host
 
<<
 
endl
;

  
cout
 
<<
 
endl
;

  
sys_status
 
st
;

  
if
(

  
!
 
ami
.
core_status
(
host
,
 
port
,
 
st
)

    
)

  
{
 
cout
 
<<
 
ami
.
err
 
<<
 
endl
;

  
}
 
else
 
{

    
cout
 
<<
 
"1-StD: "
 

         
<<
 
st
.
startup_date
 
<<
 
endl
;

    
cout
 
<<
 
"1-StT: "
 

         
<<
 
st
.
startup_time
 
<<
 
endl
;

    
cout
 
<<
 
"1-RlD: "
 

         
<<
 
st
.
reload_date
 
<<
 
endl
;

    
cout
 
<<
 
"1-Rlt: "

         
<<
 
st
.
reload_time
 
<<
 
endl
;

    
cout
 
<<
 
"1-Cur: "

         
<<
 
st
.
current_calls
 
<<
 
endl
;

  
}

  
if
(
ami
.
logoff
(
host
,
 
port
))

    
cout
 
<<
 
"Logged off "
 

         
<<
 
host
 
<<
 
endl
;

  
if
(
ami
.
disconnect
(
host
,
 
port
))

    
cout
 
<<
 
"Disconnected from "
 

         
<<
 
host
 
<<
 
endl
;

  
return
 
1
;

}

```

Компиляция:
```
 $ gcc -c main.C
 $ gcc -lamc main.o -o voipstat
 $ ./voipstat
```

Вывод:
```
 Connected to 10.1.1.1
 Logged in 10.1.1.1
 
 1-StD: 2012-11-29
 1-StT: 08:47:45
 1-RlD: 2014-02-01
 1-RlT: 09:51:28
 1-Cur: 7
 
 Logged off 10.1.1.1
 Disconnected from 10.1.1.1
```

Дополнительные примеры находятся в сопроводительной документации программы.